# 那須塩原警察署
那須塩原警察署（なすしおばらけいさつしょ）は、栃木県警察が管轄する警察署の一つである。

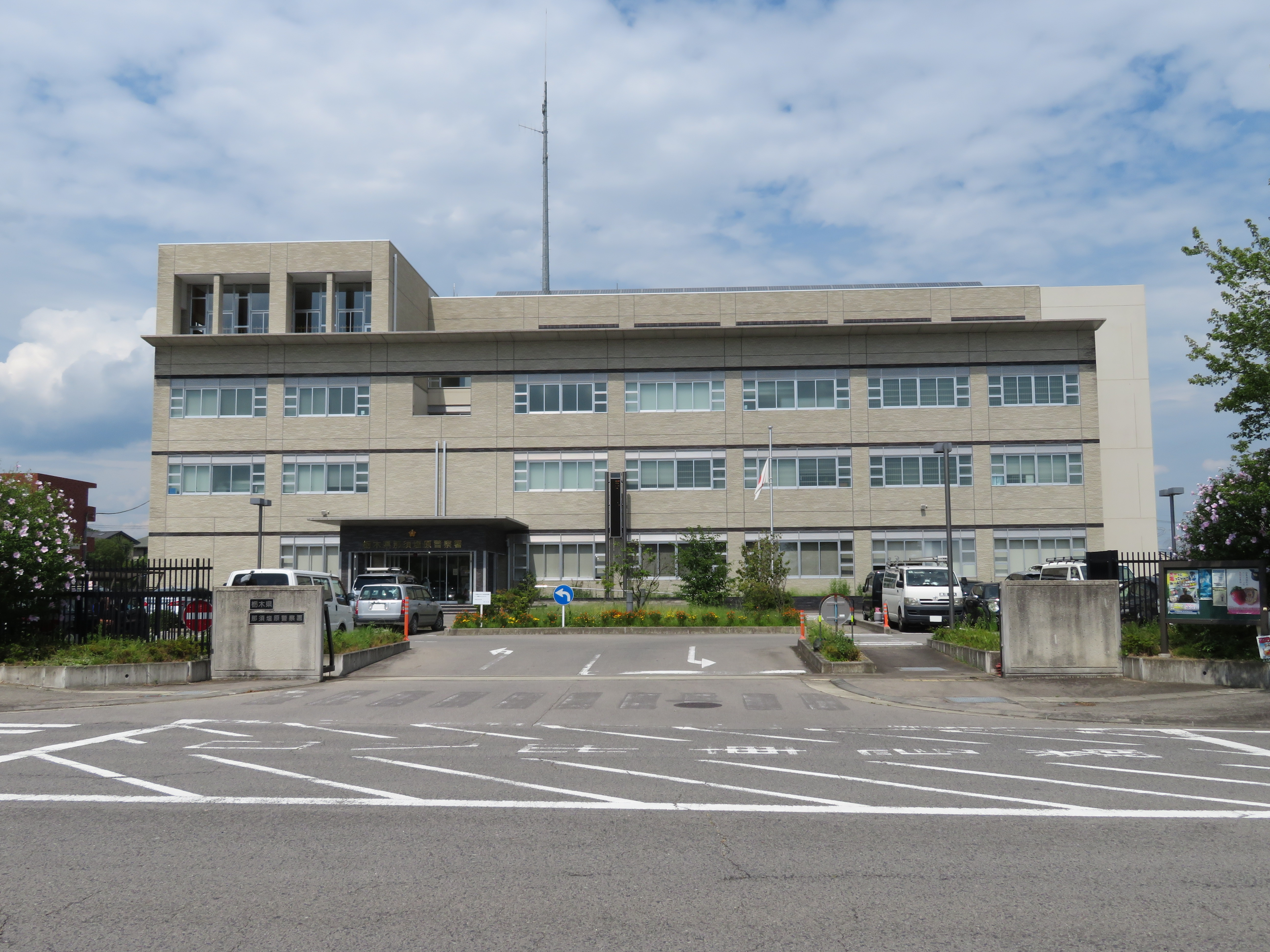
那須塩原警察署

## 管轄区域
- 那須塩原市
- 那須郡那須町

## 所在地
- 栃木県那須塩原市方京2丁目15番1

## 沿革
- 1875年（明治8年）12月：大田原警察出張所芦野第二巡査屯所として発足
- 1877年（明治10年）2月：大田原警察署芦野分署に改称
- 1901年（明治34年）1月：那須郡東那須野村黒磯に新築移転し、大田原警察署黒磯分署に改称
- 1926年（大正15年）4月：大田原警察署黒磯分署から黒磯警察署に昇格
- 1954年（昭和29年）7月：警察法改正により、黒磯町・那須町を管轄する黒磯警察署となる
- 1975年（昭和50年）3月：黒磯市鍋掛に庁舎を移転。
- 2006年（平成18年）4月1日：市町村合併に伴い、黒磯警察署から那須塩原警察署に名称を変更、同時に旧西那須野町・旧塩原町の区域が大田原警察署から引き継がれる。
- 2010年（平成22年）3月1日：現在地に新築移転

## 交番

### 那須塩原市
- 黒磯駅前交番 - 那須塩原市本町1番1号
- 那須塩原駅前交番 - 那須塩原市沓掛1丁目1番3
- 西那須野交番 - 那須塩原市永田町2番地5号
- 塩原交番 - 那須塩原市塩原1078番地
- 三区交番 - 那須塩原市三区町533番地195

### 那須町
- 那須交番 - 那須郡那須町大字湯本205番地8

## 駐在所

### 那須塩原市
- 高林駐在所 - 那須塩原市高林374番地25
- 戸田駐在所 - 那須塩原市戸田684番地38
- 鍋掛駐在所 - 那須塩原市鍋掛36番地2
- 若松駐在所 - 那須塩原市豊浦74番地138
- 金沢駐在所 - 那須塩原市金沢1812番地1
- 関谷駐在所 - 那須塩原市関谷1175番地35

### 那須町
- 芦野駐在所 - 那須郡那須町大字芦野1788番地2
- 広谷地駐在所 - 那須郡那須町大字高久乙2755番地
- 豊原駐在所 - 那須郡那須町大字豊原丙2159番地
- 黒田原第一駐在所 - 那須郡那須町大字富岡1230番地106
- 黒田原第二駐在所 - 那須郡那須町大字寺子丙3番地110
- 丸山駐在所 - 那須郡那須町大字高久甲1022番地
- 伊王野駐在所 - 那須郡那須町大字東岩崎4番地4